# Palácio de Azm
Palácio de Azm (em árabe: قصر العظم) é um palácio localizado em Damasco, na Síria, que foi originalmente construído em 1750 como residência do governador otomano de Damasco As'ad Pasha al-Azm. O palácio abriga agora o Museu das Artes e Tradições Populares.